# Maud de Ufford
Maud de Ufford, condesa de Oxford (1345/1346 – 25 de enero de 1413) fue una noble inglesa. Estaba casada con Thomas de Vere, VIII conde de Oxford, con quien tuvo a su único hijo, Robert de Vere, IX conde de Oxford y favorito del rey Ricardo II de Inglaterra. En 1404, fue recluida en la Torre de Londres por conspirar contra Enrique IV. La intervención de la esposa de este, la reina Juana de Navarra, permitió que fuera liberada años después.
Residía en la localidad de Great Bentley, Essex.

## Familia
Maud nació en Irlanda, entre 1345 y 1346. Era hija de Sir Ralph de Ufford, Justiciar de Irlanda y Matilde de Lancaster, viuda de William Donn de Burgh. Maud era la única hija y heredera de su padre. Tenía una medio hermana por parte de madre, Isabel de Burgh, condesa de Úlster suo jure. 
El 9 de abril de 1346, en Kilmainhalm, Sir Ralph falleció. Dejaba como legado una mala gestión de su cargo y el desprecio de los irlandeses. Maud, por entonces un bebé, fue llevada por su madre a Inglaterra. Entre el 8 de agosto de 1347 y el 25 de abril de 1348,  quién era una criatura , y su madre huyó a Inglaterra. Entre el 8 de agosto de 1347 y el 25 de abril de 1348, su madre se convirtió en canonesa en la abadía agustina de Campsey en Suffolk.

## Matrimonio
En algún momento anterior al 10 de junio de 1350, se casó con Thomas de Vere, hijo y heredero de John de Vere, VII conde de Oxford y Maud de Badlesmere. Se convirtieron en condes de Oxford tras la muerte de John en 1360. El matrimonio tuvo un único hijo:
- Robert de Vere, IX conde de Oxford, marqués de Dublín, y duque de Irlanda (16 de enero de 1362- 1392). Se casó con Felipa de Coucy, y más tarde con Inés de Launcekrona.

Maud enviudó en septiembre de 1371. Recibió para su manutención la mitad de las propiedades de su esposo y una pensión anual de £662. Su residencia principal estaba en Great Bentley, Essex. Era considerada una gran terrateniente. Muerto su hijo, su cuñado, Aubrey de Vere, X conde de Oxford, pleiteó por las propiedades de los de Vere en posesión de Maud.
En 1387, su hijo Robert repudió su primera mujer, Felipa de Coucy, para desposar a Inés de Launcekrona, una dama de compañía de la reina Ana de Bohemia. Maud apoyó a Felipa, a quien consideraba "más querida que si de su propia hija se tratase". Incluso llegó a maldecir a Robert por sus acciones. Posteriormente, acogió a Felipa en su casa. Pese a su enfado, Maud terminó por visitar a su hijo a su exilio en Brabante, portando regalos consigo. El 10 de mayo de 1391, se le concedió el perdón por dicha visita. Maud mantuvo el favor del rey Ricardo, quién le concedió el usufructo de más tierras de su difunto marido el 16 de noviembre de 1389. Si bien este usufructo debía durar durante los próximos veinte años, fue suprimido tras la muerte de Robert en 1392, pasando las tierras al tío de este, Aubrey, el nuevo conde de Oxford.

## Conspiración
En 1404, Maud conspiró con los abades de Beeleigh, Colchester, y St. Osyth para deponer al rey Enrique IV. Esperaban obtener el apoyo francés para restituir al rey Ricardo II, cuya muerte desconocían.Se dice que encargó white harts, el emblema del antiguo rey, para lucirlo en los ropajes. Fue arrestada y confinada en la Torre de Londres en mayor de ese mismo año. El 16 de noviembre, fue liberada a petición de la reina Juana.
Maud murió el 25 de enero de 1413, en su residencia de Great Bentley, y fue enterrada en la abadía de Bruisyard. Este entierro fue cuanto menos singular, puesto que era patrona del monasterio de Earls Colne, Entre sus ejecutores se encontraba Robert Boleyne.